# تپه گویجه قیه
تپه گویجه قیه مربوط به سده‌های اولیه دوران‌های تاریخی پس از اسلام است و در شهرستان خدابنده، بخش مرکزی، روستای محمودآباد واقع شده و این اثر در تاریخ ۱۰ خرداد ۱۳۸۲ با شمارهٔ ثبت ۸۹۲۶ به‌عنوان یکی از آثار ملی ایران به ثبت رسیده است.